# Casa Liliana e Joaquim Guedes
A Casa Liliana e Joaquim Guedes é uma residência projetada 1968 por Joaquim Manoel Guedes Sobrinho e sua primeira esposa Liliana Marsicano Guedes localizada no bairro Jardim Viana na cidade de São Paulo.

## Arquitetura

### Projeto
Liliana e Joaquim Guedes projetaram a casa entre 1968 a 1970 para sua própria família, sendo finalizada a construção no ano de 1975. O traço mais marcante da construção de acordo com Mônica Junqueira de Camargo (2008) "é a concepção estrutural, em especial a modulação das nervuras da laje e ainda as abas em concreto aparente que servem como quebra-sóis". A construção seguiu as propostas modernistas da segunda metade do século XX que muito influenciaram na concepção dos projetos de Joaquim Guedes e que contribuiram para a consolidação de um estilo paulista. Em seus trabalhos, era notável o uso de diversos materiais como concreto, tijolo, madeira e vidro explorando-os de maneira racional e econômica.
A principal contribuição de Liliana Guedes ficou no projeto de interiores e no paisagismo da residência, mas não se restringiu a isso, pois de acordo com um comentário de Joaquim Guedes registrado pela autora Mônica Junqueira de Camargo durante uma entrevista no ano de 2000, o arquiteto reconhece que Liliana teve um papel fundamental em sua formação e trabalho, além trabalharem juntos em todos os projetos de 1954 a 1974.

### Estrutura
Todo o sistema é feito em concreto aparente construído em um terreno de declive acentuado, o edifício apoiam-se em quatro pilares de quarenta centímetros de diâmetro, duas vigas transversais principais de seção quarenta por setenta centímetros que se unem em pares com os pilares. Outras quatro vigas transversais menores, de seção idêntica à das vigas longitudinais, completam o conjunto sendo dispostas simetricamente em relação às duas vigas principais.
Há uma separação entre o setor de serviços e os demais cômodos, existindo uma escada para a circulação dos funcionários entre a cozinha, lavanderia e dormitórios de empregados. Os ambientes funcionais do edifício ocupam sobretudo a área da primeira laje, no pavimento principal. O nível térreo é ocupado por dois pequenos volumes, um interno e outro lateral ao perímetro. O setor social, o de serviço e a área íntima estão alocados num mesmo plano.